# Año mariano
Año mariano és una pel·lícula de cinema espanyola de comèdia dirigida el 2000 per Karra Elejalde i Fernando Guillén Cuervo que intenta mantenir l'humor irreverent i absurd de la pel·lícula Airbag.

## Argument
Mariano, un venedor ambulant en decadència per la seva afició a les prostitutes i l'alcohol, sofreix un accident de cotxe en una plantació de marihuana quan és incinerada per la Guàrdia Civil. En estat semiinconsciente i intoxicat de cànnabis sofreix una al·lucinació en la qual creu haver vist la verge Maria. La gent el creu i gràcies a les cures d'una monja i als serveis de Toni Towers, un espavilat showman i promotor d'espectacles de mig pèl, Mariano es converteix, de la nit al dia, en un santó il·luminat.

## Fitxa artística
- Karra Elejalde (Mariano Romero)
- Fernando Guillén Cuervo (Tony Towers)
- Manuel Manquiña (Talavera)
- Sílvia Bel (Máría Vélez)
- Pepín Tre (Hoper)
- Karlos Arguiñano (Viriato)
- Gorka Aguinagalde (Cabo Alcázar)
- Paco Sagarzazu (bisbe)
- Ángel Castilla (Esperanza)

## Premis i nominacions
XV Premis GoyaGoya als millors efectes especials per Juan Ramón Molina i Alfonso Nieto (nominats).